# Plectris teutoniensis
Plectris teutoniensis är en skalbaggsart som beskrevs av Frey 1969. Plectris teutoniensis ingår i släktet Plectris och familjen Melolonthidae. Inga underarter finns listade i Catalogue of Life.